# Riedberg Quintett
Das Riedberg Quintett (früher mit Namenzusatz „aus Vorarlberg“) ist eine im Jahr 1992 gegründete österreichische Musikgruppe im Genre der „Oberkrainermusik“ (im Stil von Slavko Avsenik und seine Original Oberkrainer), sowie im Genre der Partymusik der 1970er, 1980er, 1990er sowie der aktuellen Unterhaltungsmusik. Die Musiker stammen aus Österreich (Vorarlberg, Tirol) sowie aus Deutschland (Allgäu).

## Namensgebung
Der Name "Riedberg Quintett" entstand Ende des Jahres 1992, als sich die damaligen Bandmitglieder nach den ersten erfolgreichen Auftritten in Vorarlberg (Österreich) und dem Allgäu (Deutschland) auf die Suche nach einem geeigneten Bandnamen machten. Durch den Umstand, dass die Musiker alle aus unterschiedlichen Regionen und Orten kamen und zudem drei Mitglieder (Joachim Fritz, Frank Fordan, Oliver Speck) für jedes Treffen mit den weiteren Bandmitgliedern (Martin Meusburger, Michael Ott) über den Riedbergpass (Deutschland) fahren mussten, schlug Joachim Fritz den Namen "Riedberg Musikanten" vor. Dieser Name wurde dann kurz darauf aber auf den Namen Riedberg Quintett geändert und bei den Auftritten beworben.

## Bandgeschichte
Im Sommer 1992 trafen sich Joachim Fritz (Kleinwalsertal) und Frank Fordan (Oberstdorf) auf einem Zeltfest der "Mittelberger Rompler" in Mittelberg Kleinwalsertal. Beide waren bis dahin als Musiker in unterschiedlichen Gruppen und Besetzungen unterwegs. Im Zuge eines zufällig gemeinsamen Auftrittes im Bierzelt kamen sie ins Gespräch und bekundeten die Absicht, unabhängig von den bisherigen musikalischen Erfahrungen eine neue Tanzmusikgruppe ohne konkrete Zielsetzung gründen zu wollen. Einige Wochen später kontaktierte Frank Fordan den ihm (ebenfalls auf Grund eines Musikauftritte) bekannten Martin Meusburger aus Andelsbuch, da auch dieser das Vorhaben einer Bandgründung mit Frank Fordan besprochen hatte. So kam es im Spätsommer 1992 zum ersten Treffen zwischen Joachim Fritz, Frank Fordan und Martin Meusburger und zur ersten Fahrt (aus diesem Anlass) über den 1420 m üNN liegenden Riedbergpass. 
Während Martin Meusburger wiederum einen Klarinettisten aus Vorarlberg (Michael Ott) kannte, fragte Frank Fordan den in Untermaiselstein / Allgäu wohnhaften Trompeter Oliver Speck, ob diese an der Gründung eines Quintetts im Oberkrainerstil Interesse hätte.
Nachdem auch diese beiden Musiker zusagten, fanden Anfang Herbst 1992 die ersten Musikproben in Andelsbuch (Bregenzerwald) im Heizungskeller des Martin Meusburger statt. Das neu gegründete Quintett – damals noch ohne Namen – spielte darauf rein aus Freude am Musizieren als Überraschung auf diversen Geburtstagsfesten von Freunden, Nachbarn oder Bekannten und wurde so im Umfeld der Wohnorte der Musikanten bekannt. Schließlich folgte im Herbst 1992 der erste offizielle "Spielauftrag" auf einer Bergalpe im Bregenzerwald.
Nach diesem ersten öffentlichen Auftritt bekam die junge Musikgruppe immer mehr Spielanfragen, weshalb sich die Musiker auf die Suche nach einem Bandnamen machen mussten, da die Veranstalter wissen wollten, was sie auf die Werbesendungen schreiben sollten.

## Erfolge
Das Riedberg Quintett feierte ab 1994 erste Erfolge und wurde fortan zu Events und Großveranstaltungen in Österreich, Deutschland Schweiz, Italien, Frankreich, Spanien, Ungarn engagiert. Nach der Produktion des ersten Albums (Musikantengrüße aus Vorarlberg) kamen auch die ersten Medien und Rundfunkauftritte zu Stande. Das Riedberg Quintett wirkte neben regelmäßigen Rundfunkauftritten in ORF, SWR, SRF, RSA, U1 auch bei Fernsehsendungen wie z. B. den Sternstunden der Volksmusik (ORF), dem Hafenkonzert (SWF, ORF) und weiteren Fernsehproduktionen des SWF mit. Highlights waren unter anderem Auftritte beim Open Air der Klostertaler mit 10.000 Besuchern, Auftritte mit den Geschwister Hofmann, Open Air Auftritte anlässlich der nordischen Ski-WM im Oberstdorf. Bis zum Jahr 2017 hat die Band 6 Alben produziert und bestreitet Auftritte in den westeuropäischen Ländern.

## Besetzung
(aktuell seit 2012) 
- Joachim Fritz (Gitarre, Moderation)
- Florian Winsauer (Klarinette, Schlagzeug)
- Sebastian Ess (Bariton, E-Bass)
- Martin Nowotny (Trompete, Gitarre, Keyboard)
- Sebastian Probst (Akkordeon, Gitarre, Keyboard)

Die Besetzung der Gruppe änderte sich teilweise aus persönlichen, familiären oder beruflichen Gründen mehrfach und stellt sich wie folgt dar: 
| Besetzungen seit 1992: |      |   |         |                   |
| ---------------------- | ---- | - | ------- | ----------------- |
|                        |      |   |         |                   |
| Gitarre, Moderation:   | 1992 | - | aktuell | Joachim Fritz     |
|                        |      |   |         |                   |
| Klarinette:            | 1992 | - | 1992    | Michael Ott       |
|                        | 1993 | - | aktuell | Florian Winsauer  |
|                        |      |   |         |                   |
| Bariton, E-Bass:       | 1992 | - | 1999    | Martin Meusburger |
|                        | 1999 | - | 2017    | Martin Berchtold  |
|                        | 2018 | - | aktuell | Sebastian Ess     |
|                        |      |   |         |                   |
| Trompete:              | 1992 | - | 1992    | Oliver Speck      |
|                        | 1993 | - | 1995    | Alexander Breuß   |
|                        | 1995 | - | 2002    | Andreas Öttl      |
|                        | 2002 | - | 2011    | Andreas Fritz     |
|                        | 2012 | - | aktuell | Martin Nowotny    |
|                        |      |   |         |                   |
| Akkordeon:             | 1992 | - | 2002    | Frank Fordan      |
|                        | 2002 | - | 2011    | Wolfgang Oss      |
|                        | 2012 | - | 2017    | Gottfried Alber   |
|                        | 2018 | - | aktuell | Sebastian Probst  |

## Diskografie
Alben:
- 2017: 25 Jahre (Tyrolis)
- 2011: Fest am Bauernmarkt (Gingl Music / Major Babies)
- 2007: 15 Jahre (Gingl Music)
- 2004: Musik erklingt (Gingl Music)
- 1998: Party Special (Candlebeach Records)
- 1995: Musikantengrüße aus Vorarlberg (Euroton / MCP Records)